# Македония и Стара Сърбия
Македония и Стара Сърбия (на немски: Makedonien und Alt Serbien, на сръбски: Стара Србија и Македонија) е книга на Спиридон Гопчевич, публикувана за пръв път във Виена, Австро-Унгария през 1889 година.

По поръчка и с пари на сръбското правителство в 1888 година обикаля България и Македония, публикувайки наблюденията си година по-късно в книга, в която се опитва да докаже сръбството на славяните в Македония. Разглежда Сърбия като стожер на южното славянство и смята, че трябва да се образува голяма сръбска държава. По повод на книгата му чешкият историк Любор Нидерле пише: 
| „ | Сръбският шовинизъм в тези години достигна своя връх в лицето на Спиридон Гопчевич, сръбски журналист, който от това време стана тип на публицист, какъвто не трябва да бъде... Характерът на Гопчевичовата книга носеше върху си печат на такъв шовинизъм, шантаж и на такава очевидна неверност, че от всички обективни хора биде едногласно осъдена... | “ |